# カーニバル・コーポレーション
カーニバル（Carnival Corporation./Carnival plc）は、世界最大のクルーズ客船の運航会社。二元上場会社でマイアミとロンドンに本社を置く。
10のクルーズブランドを抱える。業績不振に陥った会社を次々に傘下に収め、現在の地位を築く。
カーニバル社は2007年、ウィンドスターをアンバサダーインターナショナルクルーズグループに、スワン ヘレニックをロード スターリング社に売却した。

## 主な船舶
- クイーン・メリー2
2010年現在、史上最後に建造された大陸間航路客船（オーシャン・ライナー）としての機能を持つ客船で、かつオーシャン・ライナーとして史上最大でもある。キュナード。
- クイーン・エリザベス2
1969年、大陸間航路に就航。2009年に引退。キュナード。
- カーニバル・デスティニー
史上初の100,000総t以上の客船。カーニバルクルーズライン。
- ダイヤモンド・プリンセス、サファイア・プリンセス
2005年2月、5月就航。長崎造船所での建造中に火災に見舞われたが、関係者の努力により乗り越え、就航を果たした。プリンセス・クルーズ。

- カーニバル・ブリーズ　（総トン数 130,000トン）
- カーニバル・コンクエスト　（総トン数 110,239トン）
- カーニバル・ディスティニー　（総トン数 101,353トン）
- カーニバル・ドリーム　（総トン数 128,251トン）
- カーニバル・エクスタシー　（総トン数 70,526トン）
- カーニバル・イレーション　（総トン数 70,390トン）
- カーニバル・ファンタジー　（総トン数 70,367トン）
- カーニバル・ファッツネーション　（総トン数 70,538トン）
- カーニバル・フリーダム　（総トン数 110,320トン）
- カーニバル・グローリー　（総トン数 110,239トン）
- カーニバル・イマジネーション　（総トン数 70,367トン）
- カーニバル・インスピレーション　（総トン数 70,367トン）
- カーニバル・レジェンド　（総トン数 85,942トン）
- カーニバル・リバティ　（総トン数 110,320トン）
- カーニバル・マジック　（総トン数 128,048トン）
- カーニバル・ミラクル　（総トン数 85,942トン）
- カーニバル・パラダイス　（総トン数 70,390トン）
- カーニバル・プライド　（総トン数 85,920トン）
- カーニバル・センセーション　（総トン数 70,538トン）
- カーニバル・スピリット　（総トン数 85,920トン）
- カーニバル・スプレンダー　（総トン数 113,323トン）
- カーニバル・トライアンフ　（総トン数 101,509トン）
- カーニバルヴァラー・　（総トン数 110,239トン）
- カーニバル・ビクトリー　（総トン数 101,509トン）
- マルディグラ (総トン数　180,000トン)

## 傘下の企業・ブランド

### 傘下のクルーズブランド
- カーニバルクルーズライン
- コスタ・クルーズ
- P&Oクルーズ オーストラリア
- プリンセス・クルーズ
- ホーランド・アメリカライン
- アイーダ・クルーズ
- キュナード・ライン
- シーボーン・クルーズ・ライン
- ファソム

### かつて傘下であったクルーズブランド
- ウィンドスター クルーズ
- シーバーン クルーズ ライン
- スワン ヘレニック
- オーシャン ヴィレッジ

### かつて傘下であった企業
- カーニバル航空

## プリンセス・クルーズ不法投棄問題
2017年、アメリカの裁判所から廃油を含む汚水を不法投棄した行為で4,000万ドルの罰金（執行猶予5年）命じられたが、プリンセス・クルーズは執行猶予中にも関わらずバハマ海などでゴミの不法投棄を継続。2019年、裁判所から改めて不法投棄や環境破壊に対して2000万ドルの罰金に加え、査察の受け入れを要求。今後、会社側は環境面でのコンプライアンスの遵守や、使い捨てプラスチックの使用量の削減を行う。これら条件を破った場合、1日あたり100万ドルから1000万ドルの追加の罰金が科される。裁判官は会社が今後も態度を改めない場合は、カーニバルコーポレーション傘下のクルーズ船をアメリカの港から締め出すと宣告した。